# Merrit Records
Merrit Records was een klein Amerikaans platenlabel uit de jaren twintig, bekend door zijn opnames van Afro-Amerikaanse artiesten.
Merrit was eigendom van de Winston Homes Music Company uit Kansas City. Deze onderneming had een eigen opnamestudio met (waarschijnlijk oudere) opname-apparatuur. Het label bracht in de tweede helft van de jaren twintig akoestisch opgenomen grammofoonplaten uit, voornamelijk van lokale jazz- en blues-musici. De geluidskwaliteit is aanmerkelijk onder het gemiddelde van die tijd, maar de platen van Merrit zijn nu collector's items, vanwege de verschillende interessante opnames en de zeldzaamheid van Merrit platen.